# Stanisław Józef Grochmal
Stanisław Józef Grochmal (ur. 13 kwietnia 1911 w Jureczkowej, zm. 17 kwietnia 1995 w Krakowie) – polski naukowiec, profesor medycyny, w latach 1965–1968 rektor Wyższej Szkoły Wychowania Fizycznego w Krakowie, wykładowca Akademii Medycznej im. Mikołaja Kopernika, działacz społeczny.

## Życiorys
Stanisław Grochmal był najmłodszym z czworga dzieci Michała (zm. 1916) i Heleny Zającówny. Ukończył szkołę powszechną w Korczynie i gimnazjum w Krośnie. Po złożeniu w 1929 roku egzaminu dojrzałości rozpoczął studia na Wydziale Lekarskim Uniwersytetu Poznańskiego. W 1933 roku został młodszym asystentem Wydziału Fizjologii, dwa lata później uzyskał tytuł doktora nauk medycznych. Po ukończeniu studiów odbył w latach 1935–1936 służbę wojskową w Szkole Podchorążych Sanitarnych Rezerwy. Następnie pracował w szpitalach Warszawy i Krakowa oraz w Zakładzie Patologii Ogólnej i Doświadczalnej Uniwersytetu Jagiellońskiego, gdzie przygotowywał się do specjalizacji w zakresie fizjopatologii. 
Po mobilizacji w sierpniu 1939 roku otrzymał przydział do 16 pułku piechoty Ziemi Tarnowskiej. W jego składzie, jako naczelny lekarz, uczestniczył w działaniach kampanii wrześniowej. Po złożeniu broni przez jednostkę 20 września został wzięty do niewoli i osadzony w obozie przejściowym w Bochni. Zwolniony 6 października, został skierowany do Tuchowa, gdzie wraz z sześcioma innymi lekarzami miał się zająć przeciwdziałaniem epidemiom dyzenterii i tyfusu plamistego. Został kierownikiem miejscowego ośrodka zdrowia, od 1942 roku szpitala epidemicznego. W konspiracji przyjął pseudonim „Lechita”. Był szefem sanitarnym tarnowskiego Inspektoratu Armii Krajowej, prowadził szkolenia dla partyzanckich sanitariuszy, sam udzielał pomocy medycznej rannym i ukrywał ich na terenie podległego szpitala. Dwukrotnie aresztowany przez gestapo, był jednak wkrótce zwalniany.
Po zakończeniu wojny powrócił do Krakowa. Pracując w Szpitalu św. Łazarza zorganizował i został pierwszym kierownikiem Centralnej Poradni Lekarskiej PCK. Następnie pracował między innymi na Oddziale Neurologiczno-Psychiatrycznym Państwowego Szpitala Klinicznego. W 1954 roku został kierownikiem Katedry Fizjologii Wyższej szkoły Wychowania Fizycznego. Habilitację uzyskał w 1962 roku, stanowisko profesora nadzwyczajnego sześć lat później. W latach 1965–1968 był rektorem Wyższej Szkoły Wychowania Fizycznego. Swą dalszą karierę naukową związał z krakowską Akademią Medyczną. W latach 1972–1981 był kierownikiem Oddziału Rehabilitacji Instytutu Neurologii. Specjalizował się w zagadnieniach rehabilitacji, opublikował około 20 prac naukowych i 200 artykułów, był autorem około 50 referatów naukowych. Był członkiem Krajowego Zespołu ds. Rehabilitacji, wojewódzkim specjalistą i konsultantem ds. rehabilitacji. Otrzymał tytuł Zasłużonego Lekarza PRL. Na emeryturę przeszedł w 1981 roku.
Działał społecznie, popularyzował medycynę sportową, rehabilitację i higienę psychiczną, był członkiem fundacji profesorów Juliana Aleksandrowicza i Adama Kunickiego. W 1987 r. został członkiem Zarządu Fundacji im. Brata Alberta, założonej przez Zofię Tetelowską. Należał do Związku Bojowników o Wolność i Demokrację, Związku Inwalidów Wojennych i Światowego Związku Żołnierzy Armii Krajowej. Był współzałożycielem Koła Krośnian w Krakowie. Tworzył poezje, opublikował dwa tomiki wierszy: Tęczowa droga (1994) i Ścieżki życia (1997). Został pochowany na cmentarzu Rakowickim w Krakowie.
Był odznaczony między innymi Krzyżem Srebrnym Orderu Virtuti Militari (1968), Krzyżem Kawalerskim Orderu Odrodzenia Polski (1971), Krzyżem Walecznych, Srebrnym Krzyżem Zasługi z Mieczami, Krzyżem Partyzanckim, Krzyżem Armii Krajowej, medalami 10-lecia, 30-lecia i 40-lecia Polski Ludowej oraz „Za udział w wojnie obronnej 1939” i złotą Odznaką „Za zasługi dla Ziemi Krakowskiej”. Został Honorowym Obywatelem Miasta Krosna (1978) i Zasłużonym Obywatelem Miasta Krakowa (1984). 
Pośmiertnie uhonorowano go między innymi awansem do stopnia podpułkownika Wojska Polskiego, honorowym członkostwem Polskiego Towarzystwa Rehabilitacji, odznaczeniem przez Prezydenta Krakowa odznaką „Honoris Gratia” (2006), nazwaniem jego imieniem jednej z sal wykładowych Akademii Wychowania Fizycznego w Krakowie, szlaku turystycznego w okolicy Korczyny oraz ulicy w Tuchowie, a także kilkoma tablicami pamiątkowymi, w tym w kościele Na Piasku, kościele redemptorystów w Tuchowie i w Radwanowicach.